# Dreisesselberg (Lattengebirge)
Der Dreisesselberg ist ein 1664 m ü. NHN hoher Berg im Lattengebirge im Landkreis Berchtesgadener Land.

## Zum Namen

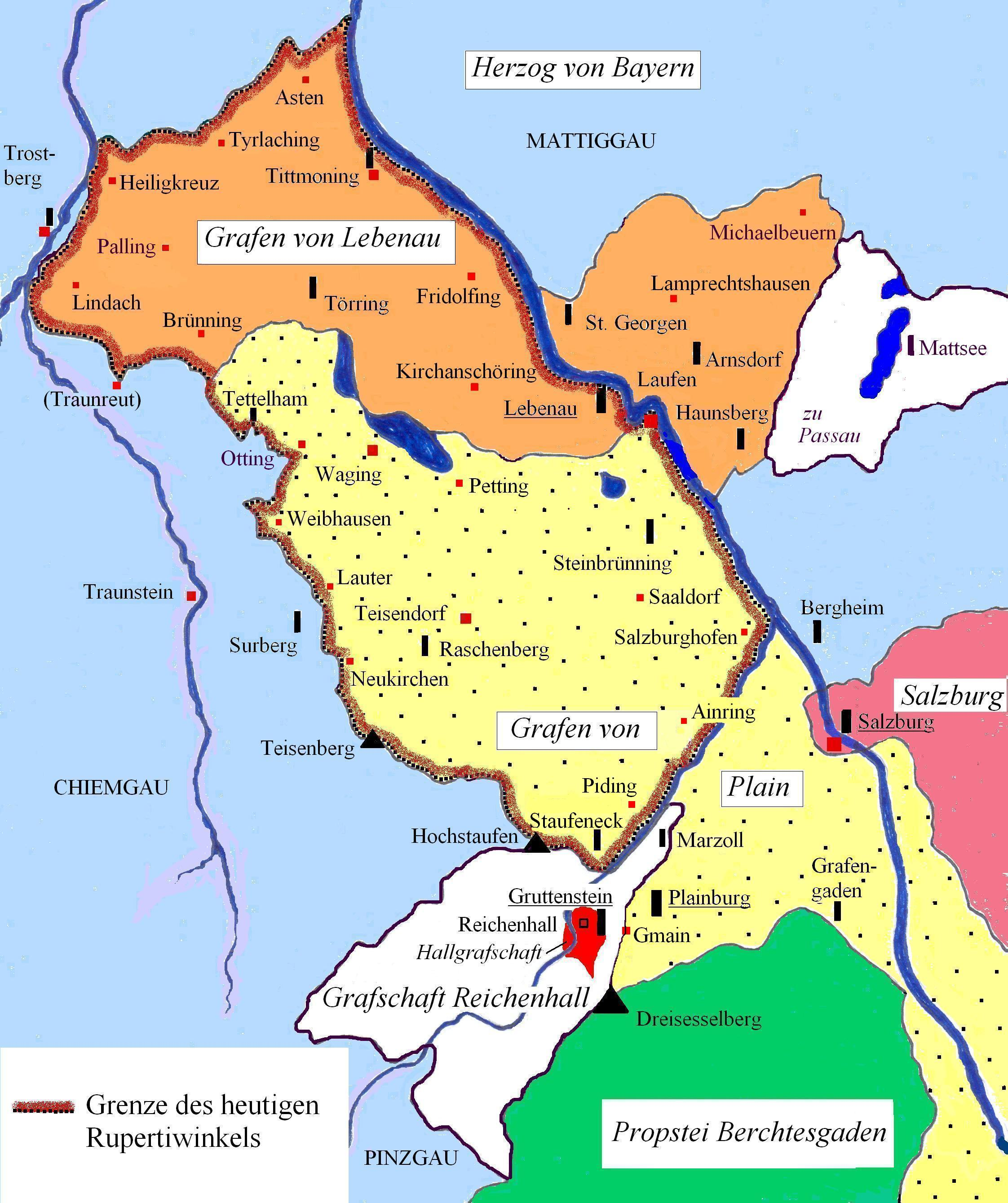
Salzburggau um 1200, mit dem Spitz am Hallthurm bei Gmain und dem Dreiländereck (grün/weiß/gelb) am Dreisesselberg

Seinen Namen, ein altes Dreiländereck (wie beim Dreisesselberg im Bayerischen Wald nahe der östlichsten Ecke Bayerns), hat er vom Grenzpunkt der Grafschaft Plain (salzburgisch), dem Gericht Reichenhall (bayerisch) und Propstei Berchtesgaden (bis 1803 reichsunmittelbar) und den darauf beruhenden jeweiligen Gerichtsgrenzen. Durch diesen Grenzpunkt
entstand eine keilförmige Ausbuchtung des fürsterzbistümlich-salzburgischen Territoriums (Spitz am Hallthurm),
die die Straße von Reichenhall nach Berchtesgaden über Hallthurm (die heutige B20) kontrollierte, was wegen der Salzgewinnung im Raum von verkehrspolitischer Bedeutung war, etwa für Exportquoten und Zölle in den diversen Salinenverträgen.
Die Grenzen an Untersberg und im Lattengebirge gingen auf eine Beschreibung des Landgerichts Berchtesgaden von 1585 zurück und waren seit dem Ochsenkrieg 1611 (dem letzten militärischen Okkupationsversuch Berchtesgadens durch Salzburg) im 17. Jahrhundert weitgehend geklärt, nur dieser Grenzabschnitt blieb zwischen beiden Mächten immer umstritten. Er ging auf eine alte Grenzziehung zurück, die schon nach dem Aussterben der Grafen von Plain 1260 und der salzburgischen Erbfolge (Zweiter Erhartinger Vertrag von 1275) mit dem Herzog von Bayern um 1295 vereinbart wurde: Sie sah in der Gmain (‚Gemeinde‘) die Trennung am Weißbach vor, was bis heute das österreichische Großgmain von Bayerisch Gmain trennt. Dieser Bach entspringt unterhalb des Sesselbergs, von dem aus die Grenze zu Berchtesgaden Richtung Untersberg (Fadererschneid – Ochsenkopf) gesehen wurde, woraus die Interpretation der Zugehörigkeit des Zwickels zu Salzburg folgte. So lagen dann auch die Grenzen zwischen dem Pfleg- und Landgericht Plain und Landgericht Reichenhall. Trotzdem blieb die Frage unklar, beispielsweise war schon im Seckauer Kompromiß von 1449 vereinbart worden, dass der Wald zwischen Hallthurm und Gmain wegen des Grenzkonflikts „wie von alters her“ ungerodet bleiben soll.
Nach dem Wiener Kongress wurde die Frage bei den österreichisch-bayerischen Grenzverhandlungen 1816 und 1818, bei denen die « ancienne limites » (‚altüberkommenen Grenzen‘) allgemein bestätigt wurden, aufgeschoben. Letztendlich wurde erst 1851 vereinbart, dass die Landesgrenze an der Hallthurmer Straße „rechtsseitig […] in der Richtung von Berchtesgaden nach Reichenhall“ verlaufen soll (Art. 6 A. Vertr. 1851) – etwa 3 Kilometer nordöstlich des Sesselbergs. Seither liegt sie laut Staatsvertrag am Rötelbach im Augustinergraben, auf knapp 1 Kilometer Länge zwischen Großgmain und Schaffelpoint (unterhalb der B20); der Weißbach selbst bildet über weite Strecken nördlich von Großgmain noch die deutsch-österreichische Grenze.

## Besteigung und Touren
Der Berg ist ein beliebtes Wanderziel und über verschiedene Seiten (z. B. von Winkl bei Bischofswiesen) erreichbar. Über einen weiteren Weg ist der nahegelegene Karkopf zu erreichen. In Bayerisch Gmain ist ein Parkplatz sowie ein Haltepunkt der Bahnstrecke Bad Reichenhall–Berchtesgaden für den Abgangsort „Wanderzentrum Bayerisch Gmain“ auf ca. 600 m. Mehrere markierte Wege für Aufstieg und Rundwege wie der „Alpgarten – Rundweg“ werden auf einer Schautafel dargestellt. Informationstafeln geben Einblick und Belehrungen in Flora und Fauna der nördlichen Kalkalpen. Im Winter wird dort eine kurze Rodelbahn gepflegt. Der Aufstieg auf den Dreisesselberg ist über Route 9 in gut vier Stunden zu bewältigen.
Südöstlich des Gipfels auf etwa 1300 m befindet sich die Felsform Steinerne Agnes.